# Санта-Роса-де-Рио-Примеро
Санта-Роса-де-Рио-Примеро (исп. Santa Rosa de Río Primero) — город и муниципалитет в департаменте Рио-Примеро провинции Кордова (Аргентина), административный центр департамента.

## История
До прихода испанцев в этих местах находились индейские поселения. Испанскими властями были учреждены энкомьенды. Когда здесь приобрёл землю Хосе де Пучета, то назвал её в честь Розы Лимской — первой католической святой Латинской Америки, и построил на ней церковь. Возле церкви стали селиться поселенцы, и был построен форт Санта-Роса-де-ла-Фронтера-де-Рио-Примеро.
В 1855 году губернатор провинции Кордова Алехо дель Кармен Гусман перевёл поселение в статус городка (вилья). Приход в эти места железной дороги обеспечил развитие города.

## Знаменитые уроженцы
- Хосе Габриэль Брочеро (1840—1914) — канонизирован католической церковью.